# جايسون غريفز
جايسون غريفز (بالإنجليزية: Jason Graves)‏ هو ملحن أمريكي، ولد في 1973.

## وصلات خارجية
- الموقع الرسمي
- جايسون غريفز على موقع IMDb (الإنجليزية)
- جايسون غريفز على موقع ميوزك برينز (الإنجليزية)
- جايسون غريفز على موقع أول ميوزيك (الإنجليزية)
- جايسون غريفز على موقع ديسكوغز (الإنجليزية)